# Pietat Fornesa i Albiñà
Pietat Fornesa i Albiñà (Lleida, 8 de desembre de 1915 - Barcelona, 7 de maig de 1967) va ser una pintora catalana.
Va passar els primers anys de la seva vida a la Seu d'Urgell, on el pare treballava a la banca, després a Lleida i des de 1919 a Barcelona. L'any 1932 ingressa a l'Escola de Belles Arts de Llotja on treballà intensament fins al 1936, i on va aconseguir les màximes qualificacions. L'any 1937 es va casar amb el compositor Joaquim Homs i Oller; aprofitant l'estrena a París d'una obra d'Homs, van passar una setmana a la capital francesa com a viatge de noces. Després de la Guerra Civil Espanyola, es veuen forçats a traslladar-se a València, cosa que li permet entrar en contacte amb l'Escola Superior d'Art de València, on acaba les assignatures que li faltaven per obtenir el títol de professora. L'any 1942 el matrimoni Homs-Fornesa torna a Barcelona i estableixen la residència en una casa del carrer Sant Gervasi de Cassoles, cantonada amb Sant Màrius i molt a prop de la plaça de Frederic Soler, que disposa d'un ampli jardí. Aleshores inicia un fèrtil període creatiu, amb sortides periòdiques a Lloret, Blanes, Cambrils (prop de Sant Llorenç de Morunys) o la Cerdanya, on pinta paisatges que caracteritzen la seva obra artística. L'any 1948 agafa la febre de Malta. Des de la tornada a Barcelona col·labora amb algunes editorials, però sempre va ser reticent a exposar la seva obra. En vida només ho va fer en dues ocasions, l'any 1940 a València, i el 1957 a l'Institut Britànic de Barcelona. El seu darrer any de vida ja no es trobà en condicions de pintar a l'exterior i es limità a treballar des de l'estudi a casa seva, prenent com a temes paisatges de Sant Gervasi, flors, natures mortes, objectes quotidians.
Tal com escriu Francesc Fontbona, la seva obra descobreix "una artista amagada, que va viure intensament l'art de la pintura, però el va viure a la seva manera, molt diferent del que preferirien seguir la gran majoria dels seus col·legues". Els seus olis sobre paper tenen un gran frescor i els seus pigments destaquen com si haguessin estat aplicats sobre un suport convencional.
Després de la seva mort es van fer diverses exposicions, com la de l'any 1986 al Centre de Cultura de la Caixa; la de 1998, de caràcter antològic, a la Sala Cultural de Caja Madrid; o la de l'any 2000, amb obra inèdita, a l'espai cultural Pere Pruna del carrer Ganduxer. Finalment, el juny de 2015, amb motiu del seu centenari, es va fer una exposició molt completa de la seva obra gràfica a la Biblioteca de Catalunya.
El fons personal de Pietat Fornesa es conserva a la Biblioteca de Catalunya des de l'any 2014.